# 留达雷内斯
留达雷内斯，是西班牙加泰罗尼亚赫罗纳省的一个市镇。总面积48平方公里，总人口1281人（2001年），人口密度27人/平方公里。